# 帕拉纳普昂
帕拉纳普昂是巴西圣保罗州的一个市镇。总面积139.514平方公里，总人口3532人，人口密度25.3人/平方公里。